# Korejská ženská hokejová reprezentace
Korejská ženská hokejová reprezentace vznikla spojením hráček Severní Koreje a Jižní Koreje. Tým reprezentoval na zimních olympijských hrách 2018 Koreu a MOV ji přidělila zkratku COR. Korejský tým se na hry nemusel kvalifikovat, nýbrž postoupil automaticky jako hostitel.

## Olympiáda
Shrnutí zápasů Korey na ZOH 2018
| Tým   | Event         | Zápasy ve skupině | Zápasy ve skupině | Zápasy ve skupině | Zápasy ve skupině   | Čtvrtfinále  | Semifinále (o 5. až 8. místo) | Zápas o 7. místo | Zápas o 7. místo |
| Tým   | Event         | Soupeř Skóre      | Soupeř Skóre      | Soupeř Skóre      | Umístění ve skupině | Soupeř Skóre | Soupeř Skóre                  | Soupeř Skóre     | Konečné umístění |
| ----- | ------------- | ----------------- | ----------------- | ----------------- | ------------------- | ------------ | ----------------------------- | ---------------- | ---------------- |
| Korea | Ženský turnaj | Švýcarsko L 0–8   | Švédsko L 0–8     | Japonsko L 1–4    | 4                   | —            | Švýcarsko L 0–2               | Švédsko L 1–6    | 8                |